# Agitated Screams of Maggots
Agitated Screams of Maggots is een single van de Japanse band Dir en grey die op 15 november 2006 uitkwam in Japan en later in Europa en de Verenigde Staten. De hoofdtrack wordt gevolgd door drie livetracks, opgenomen tijdens de tournees It Withers and Withers en Inward Scream in Nippon Budokan, Tokio.

## Nummers
1. "Agitated Screams of Maggots" – 2:59
2. "Kodoku ni Shisu, Yueni Kodoku. [Live]" – 3:52
3. "Spilled Milk [Live]" – 3:57
4. "Obscure [Live]" – 3:55

All teksten van Kyo, muziek van Dir en grey.

## Feiten
- De geanimeerde video voor de muziek werd gemaakt door Keita Kurosaka en vertoond op het International Film Festival Rotterdam.[1]
- In de Verenigde Staten werd de single exclusief verkocht door For Your Entertainment als ep.
- "Agitated Screams of Maggots" staat als livetrack op de single Dozing Green.[2]

## Productie
- Yasushi "Koni-Young" Konishi – geluidstechniek, geluidsmix
- Yasman – mastering
- Dynamite Tommy – uitvoerend producent
- Keita Kurosaka – artwork
- Yuuichi Fukada – artdirector
- Kazuya Nakajima, Yasuyuki Kanoi – liveopname